# Вид на собор в Солсбери из епископского сада
«Вид на собор в Солсбери из епископского сада» (англ. Salisbury Cathedral from the Bishop's Grounds) — картина английского художника Джона Констебла.
В начале 1820-х годов по заказу своего друга архидиакона Джона Фишера Констебл написал несколько набросков, этюдов и картин с видом на знаменитый средневековый Солсберийский собор. Наверное, самая известная из этих работ — вид на собор из епископского сада, где пластика живой арки, образуемой тенистыми деревьями на переднем плане, эффектно сочетается с изысканностью готического здания вдали. Такое разделение  композиции картины на два плана — тёмный передний и светлый дальний — создаёт эффект «картины в картине».

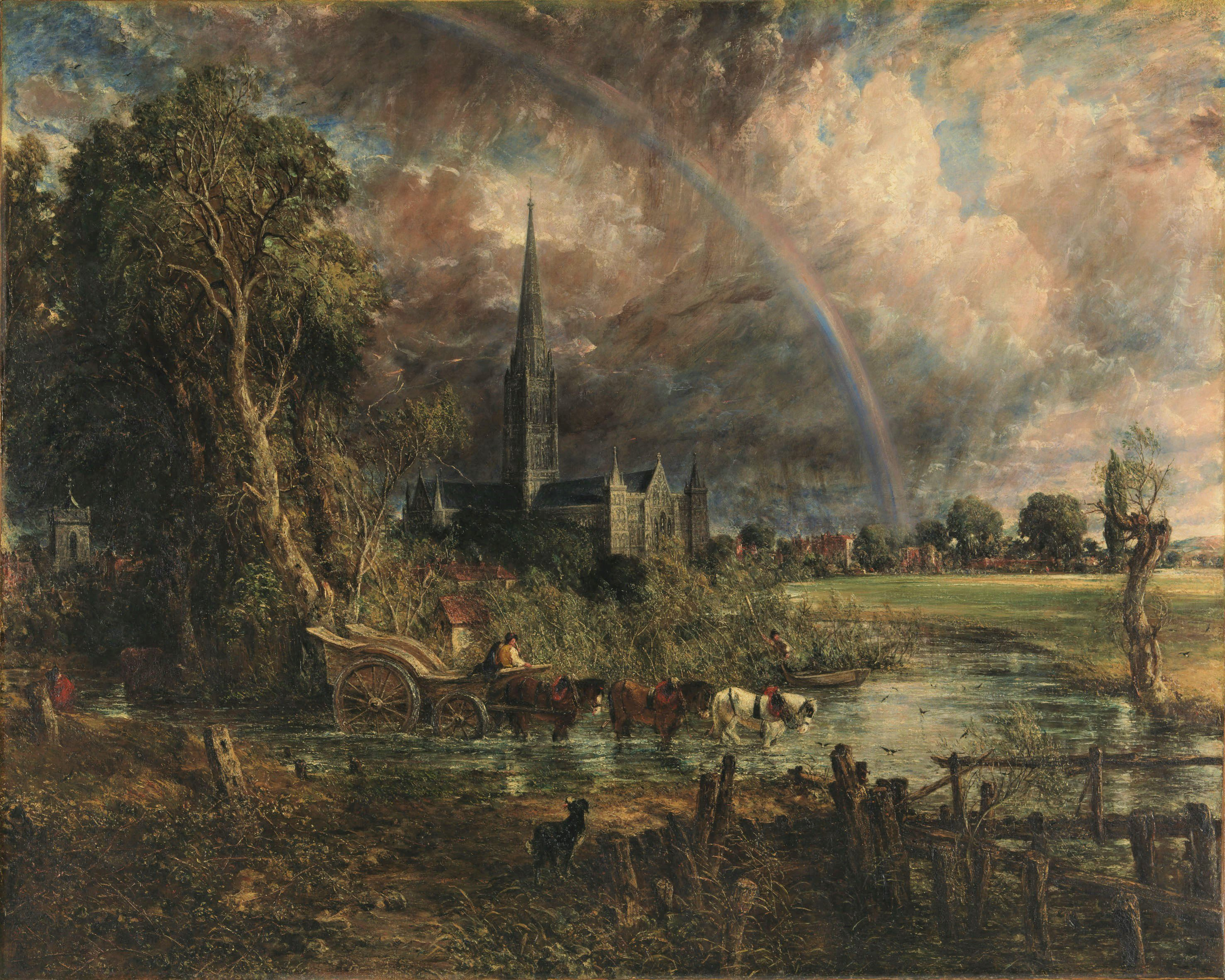
Вид на собор в Солсбери из лугов. 1831. Холст, масло. Национальная галерея, Лондон

Как и в произведениях немецких романтиков, изображение собора здесь является не просто объектом, а символом национальной истории и мировой гармонии.